# Olga Neuwirth
Olga Neuwirth (Graz, 4 agosto 1968) è una compositrice austriaca.

## Biografia
Già all'età di 7 anni, la Neuwirth iniziò a prendere lezioni di tromba, per poi studiare composizione all'Università per la musica e le arti interpretative di Vienna, dove si laureò in seguito con una tesi sulle musiche del film L'amour à mort. Nel 1985 prosegue i suoi studi al San Francisco Conservatory of Music. Ha poi studiato pittura e cinema al San Francisco Art College. Nel 1993 studia con Tristan Murail e lavora all'IRCAM. All'inizio della sua carriera, ha avuto la possibilità di incontrare il compositore Luigi Nono, affermando poi che questo ha avuto una forte influenza sulla sua vita. Nel 2000 è stata nominata Composer-in-Residence della Antwerp Symphony Orchestra ad Anversa e nel 2002 è stata nominata tale anche al Festival di Lucerna insieme a Pierre Boulez.
Ha composto numerosi lavori di musica da camera pubblicati per l'etichetta Kairos e ha collaborato con Elfriede Jelinek all'opera Bählamms Fest. Nel 2003 mette in scena un adattamento teatrale del film Strade perdute, di David Lynch, incorporando feed audio e video sia dal vivo che preregistrati, insieme ad altri componenti elettronici. La prima mondiale è avvenuta a Graz, eseguita dal Klangforum Wien con l'elettronica realizzata all'Institut für Elektronische Musik. La prima americana dell'opera si è svolta all'Oberlin College, in Ohio, e ha visto altre esibizioni al Miller Theatre della Columbia University di New York, prodotto dall'Oberlin Conservatory e dall'Oberlin Contemporary Music Ensemble. La registrazione audio surround pubblicata da Kairos è stata premiata con il Diapason d'Or.

## Riconoscimenti
- Heidelberger Künstlerinnenpreis, 2008
- Großer Österreichischer Staatspreis, 2010
- Robert Schumann Prize for Poetry and Music, 2020
- Premio Wolf per le arti, 2021
- Premio Ernst von Siemens, 2022

## Opere

### Teatro
- Orlando (2019) – tratta dall'omonimo romanzo di Virginia Woolf
- Kloing! and A songplay in 9 fits, Hommage à Klaus Nomi (2011)
- The Outcast – Homage to Herman Melville (2009–2011)
- Lost Highway (2003) - adattamento del film Strade perdute di David Lynch
- American Lulu (2006–2011)
- Bählamms Fest (1997/98)

### Orchestra
- Sans soleil (1994)
- Photophorus (1997)
- Clinamen / Nodus (1999)
- anaptyxis (2000)
- Remnants of Songs ... an Amphigory for viola and orchestra (2009)
- Masaot/Clocks without Hands (2013)